# 稻毛區
稻毛區（日语：／ Inage ku */?）是千葉市北部的一区。

## 概要、地理
位於千葉市西北部，大半為住宅區。獨棟住宅、集合住宅密集，人口密度是千葉市全體的二倍以上。由於較靠近東京，除了有大量前往千葉市中心的通勤者，也有許多往東京都心的通勤者。JR總武本線的稻毛站與西千葉站周邊、京成千葉線京成稻毛站與綠台站周邊、国道16号周邊為市區，另外區內還有包括千葉大學在內的多間高等教育機關。
稻毛區位於台地上，但因靠近海，地形起伏較多。區內最高點是長沼原町的標高33.6公尺，最低點是稻毛3丁目的標高2.3公尺。此外，北部的內陸工業園區也是稻毛區的特色之一。

## 歷史
稻毛區相當於舊千葉市域與千葉郡都賀村西半部、檢見川町與犢橋村各一部分。「都賀」現在是指都賀站周邊，但本來是指作草部地區為中心的區域。
- 1889年（明治22年）4月1日－町村制施行，成立以下町村（全屬千葉郡（日语：千葉郡））。
  - 千葉町 ←黑砂村、●千葉町、●寒川村、●登戶村、●千葉寺村（●現屬中央區）
  - 都賀村（日语：都賀村 (千葉県)） ←萩台村、作草部村、園生村、小中台村、宮野木村、●西寺山村〈源町〉、●殿台村、●東寺山村、●原村、●高品村（●現屬若葉區）
  - 檢見川村（日语：検見川町） ←稻毛村、●檢見川村、●畑村（●現屬花見川區）
  - 犢橋村（日语：犢橋村） ←長沼新田、小深新田、●犢橋村、●花島村、●柏井村、●橫戶村、●六方野原、●宇那谷村（●現屬花見川區）
- 1891年（明治24年）5月1日－檢見川村施行町制，為檢見川町。
- 1921年（大正10年）1月1日－千葉町施行市制，為千葉市。
- 1937年（昭和12年）2月11日－都賀村、檢見川町編入千葉市。
- 1954年（昭和29年）7月1日－犢橋村編入千葉市。但犢橋村未向千葉市報告村內有軍事設施，1979年（昭和54年）發現未爆彈時造成騷動。
- 1992年（平成4年）4月1日－千葉市成為政令指定都市，本區成立。

## 相鄰的自治體、行政區
- 千葉市的區
  - 中央區、若葉區、美濱區、花見川區
- 其他市町村
  - 四街道市

## 機關
- 稻毛區役所
  - 山王市民中心
  - 小中台保健中心
  - 穴川社區中心
  - 都賀社區中心
  - 小中台公民館（日语：公民館）
  - 黑砂公民館
  - 轟公民館
  - 稻毛公民館
  - 千草台公民館
  - 草野公民館
  - 山王公民館
  - 都賀公民館
  - 綠丘公民館
- 千葉北警察署（日语：千葉北警察署）（管轄本區東部）
  - 穴川交番
  - 柏台交番
  - 作草部交番
  - 長沼交番

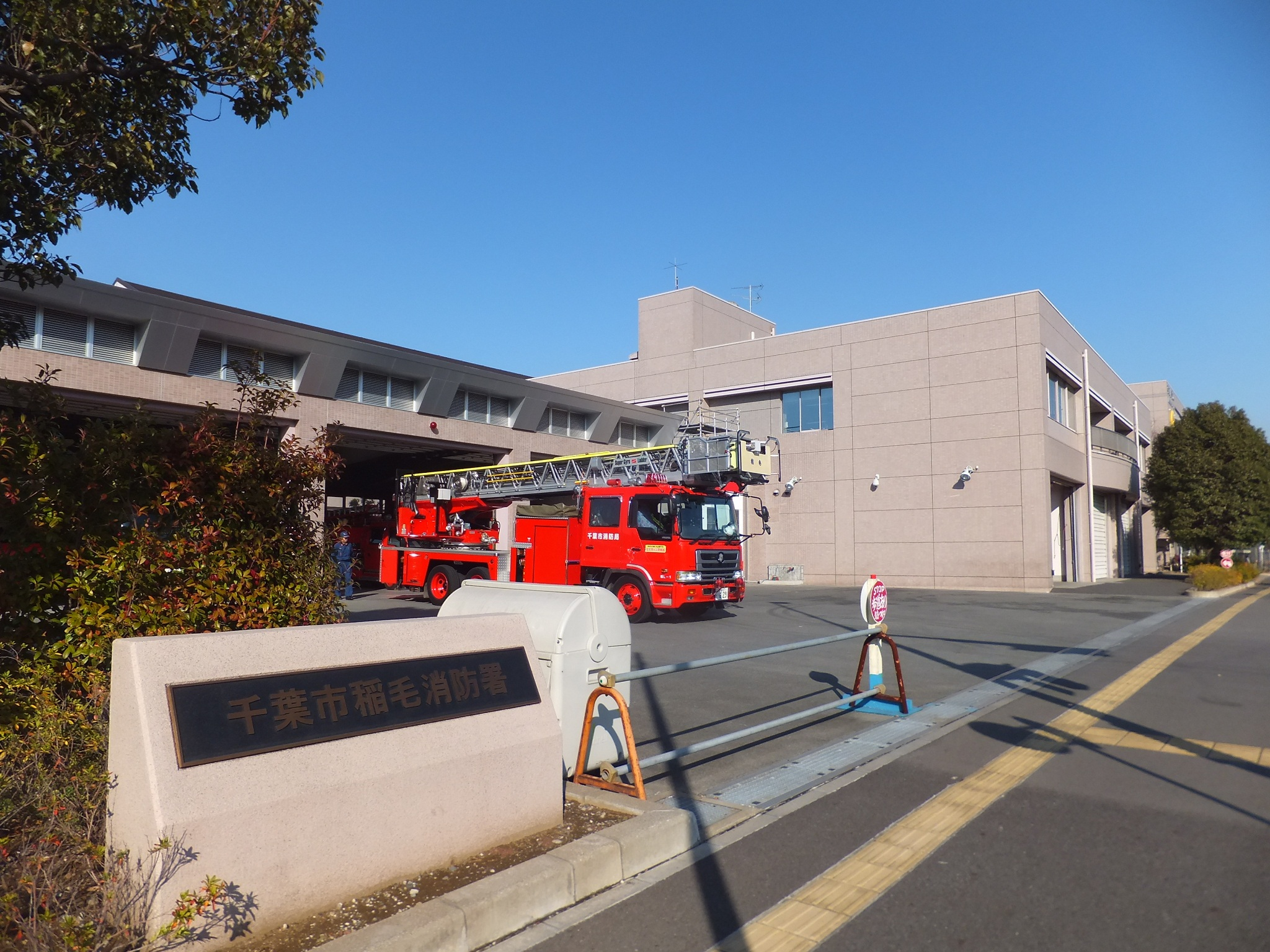
稻毛消防署

- 千葉西警察署（日语：千葉西警察署）（管轄本區西部）位於美濱區。
  - 稻毛站前交番
  - 稻毛海岸站前交番
  - 檢見川濱站前交番
  - 小中台交番
- 千葉市消防局稻毛消防署
  - 西千葉出張所
- 千葉少年鑑別所（日语：少年鑑別所）
- 千葉農政事務所（日语：千葉農政事務所）千葉統計、情報中心
- 關東森林管理局千葉森林管理事務所
- 關東地方整備局（日语：関東地方整備局）千葉國道事務所
- 自衛隊千葉地方協力本部（日语：自衛隊千葉地方協力本部）
- 國立情報學研究所
- 獨立行政法人放射線醫學總合研究所（日语：放射線医学総合研究所）
- 千葉縣總合運動場（日语：千葉県総合運動場）

### 住宅團地
- 稻毛住宅
- 園生團地
- 小仲台團地
- 千草台團地
- 菖蒲台團地
- 京成團地、京成宮野木團地

## 交通

### 鐵路
東日本旅客鐵道（JR東日本）
- 中央·總武緩行線：稻毛站 - 西千葉站
- 總武快速線：稻毛站

京成電鐵
- 千葉線：京成稻毛站 - 綠台站

千葉都市單軌電車
- 2號線：作草部站 - 天台站 - 穴川站 - 體育中心站（日语：スポーツセンター駅）

### 路線巴士
- 京成巴士
- 千葉內陸巴士（日语：千葉内陸バス）
- 千葉城市巴士（日语：ちばシティバス）
- 千葉海濱交通（日语：千葉海浜交通）
- 飛鳥交通（日语：あすか交通）
- 平和交通
- 羽田機場利木津巴士　稻毛市內～羽田機場（千葉內陸巴士、東京空港交通）
- 高速巴士　稻毛市內～東京站（京成巴士）

### 道路

#### 收費道路
- 東關東自動車道
  - 宮野木ジャンクション（日语：宮野木JCT）
  - 千葉北IC
- 京葉道路
  - 宮野木JCT
  - 穴川IC

#### 國道
- 國道14號（位於美濱區區界，上行車道至海岸為埋立地）
- 國道16號
- 國道126號（日语：国道126号）

## 郵便
- 千葉長沼原郵便局（〒263-0001）
- 千葉小深郵便局（〒263-0003）
- 千葉千草台郵便局（〒263-0013）
- 千葉作草部郵便局（〒263-0021）

- 千葉綠町郵便局（〒263-0023）
- 轟（とどろき）郵便局（〒263-0024）
- 千葉穴川郵便局（〒263-0024）
- 稻毛站前郵便局（〒263-0031）

- 稻毛郵便局（〒263-0034）
- 千葉小仲台郵便局（〒263-0043）
- 千葉小仲台八郵便局（〒263-0043）

- 千葉小仲台北郵便局（〒263-0043）
- 千葉菖蒲台（あやめ台）郵便局（〒263-0052）
- 稻毛Famille Heights（ファミールハイツ）郵便局（〒263-0053）

## 教育

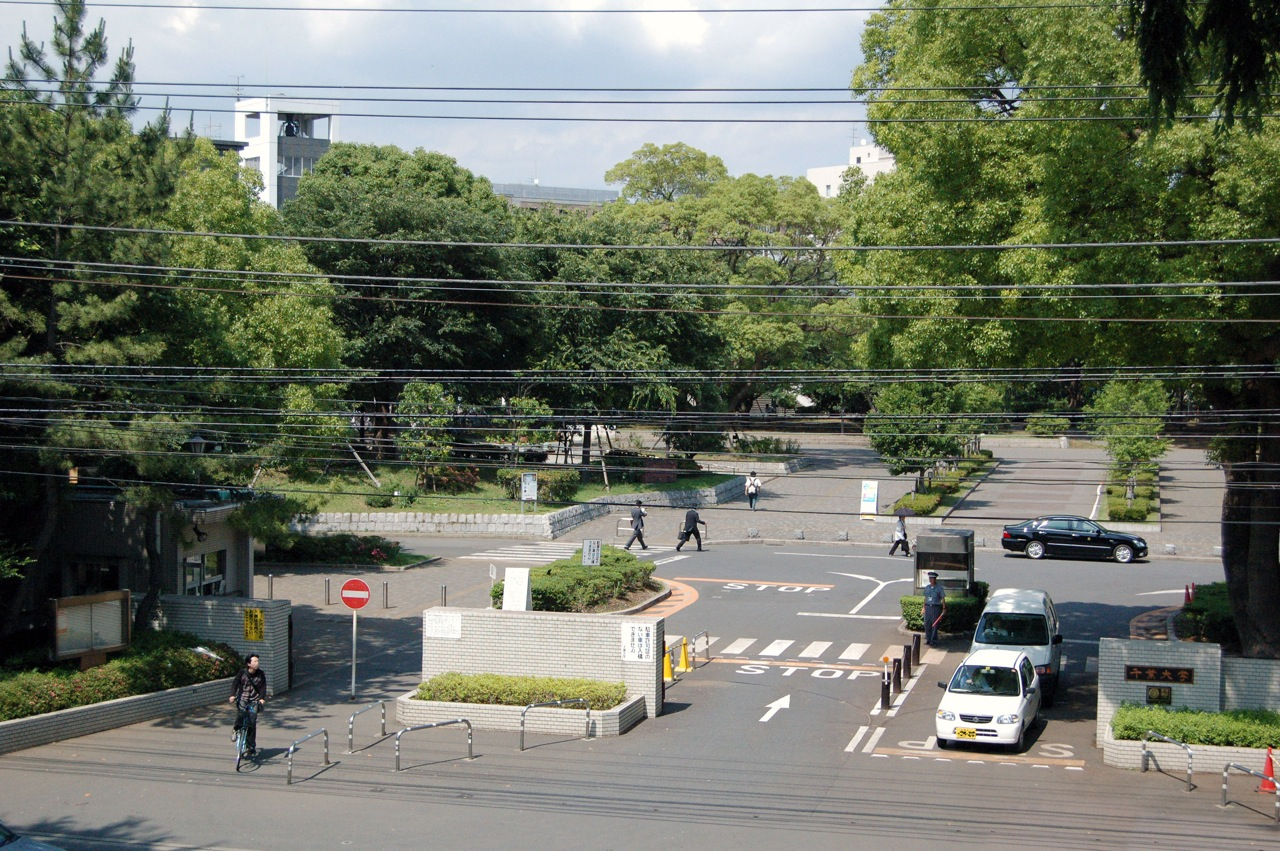
千葉大學

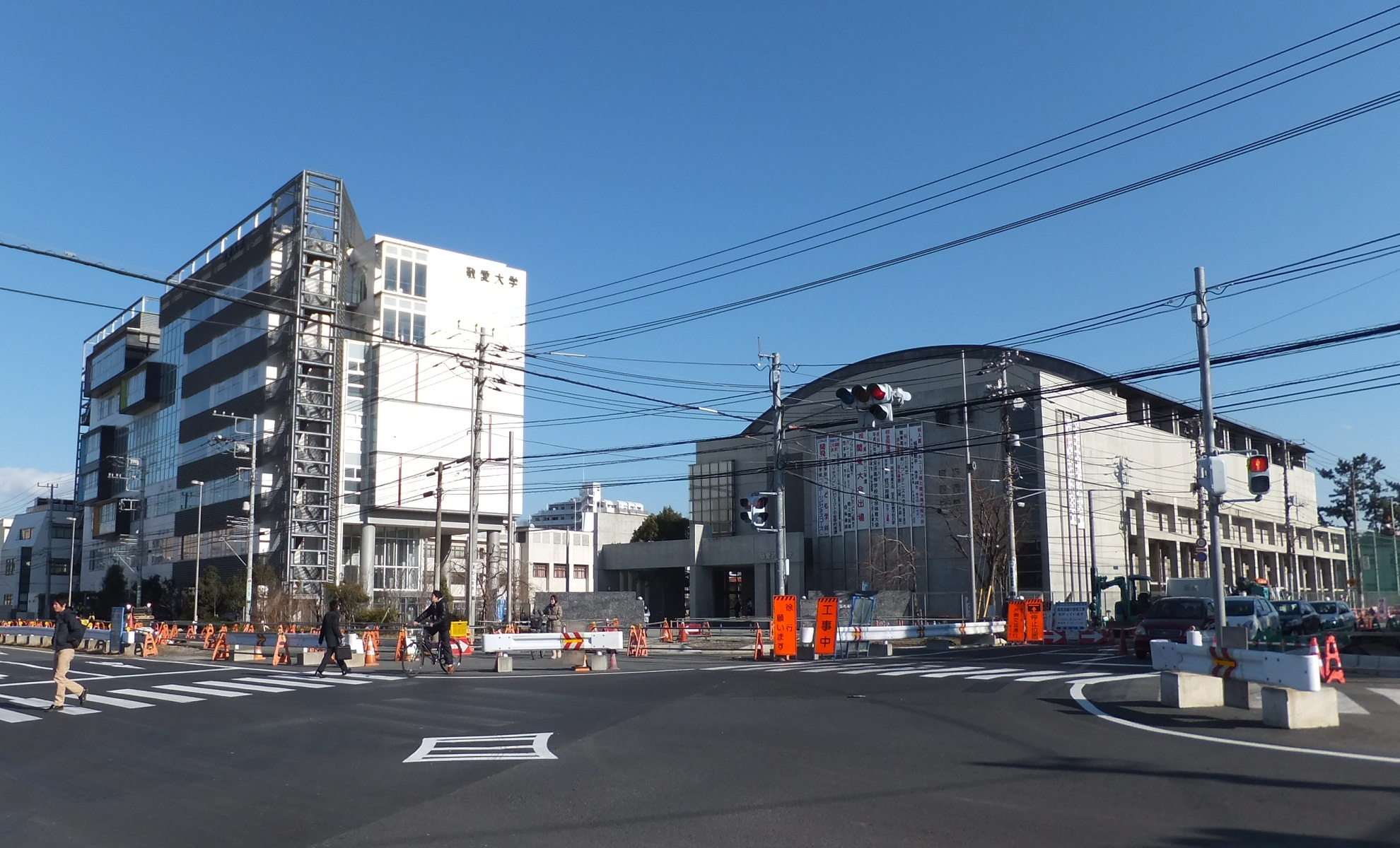
敬愛大學

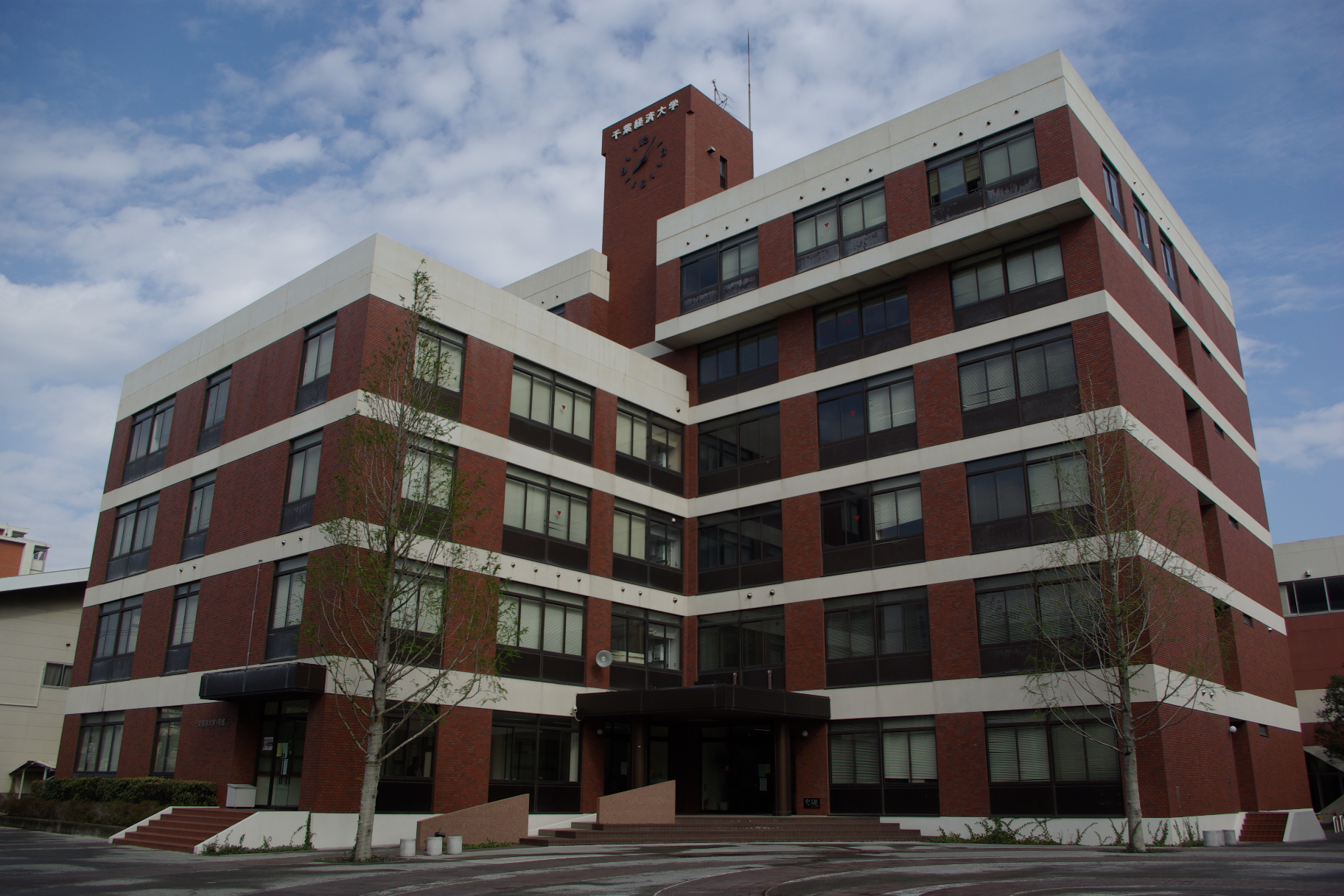
千葉經濟大學

### 大學
國立
- 千葉大學

私立
- 敬愛大學
- 千葉經濟大學

### 短期大學
私立
- 千葉敬愛短期大學
- 千葉經濟大學短期大學部

### 高等學校
縣立
- 千葉縣立千葉東高等學校（日语：千葉県立千葉東高等学校）
- 千葉縣立千葉女子高等學校（日语：千葉県立千葉女子高等学校）
- 千葉縣立千葉北高等學校（日语：千葉県立千葉北高等学校）
- 千葉縣立京葉工業高等學校（日语：千葉県立京葉工業高等学校）

市立
- 千葉市立千葉高等學校（日语：千葉市立千葉高等学校）（直至2008年，美濱區的舊幕張東高等學校被當成臨時校舍使用）

私立
- 敬愛學園高等學校（日语：敬愛学園高等学校）
- 千葉經濟大學附屬高等學校（日语：千葉経済大学附属高等学校）

### 中學校
國立
- 千葉大學教育學部附屬中學校（日语：千葉大学教育学部附属中学校）

市立
- 千葉市立稻毛中學校
- 千葉市立草野中學校
- 千葉市立小中台中學校（日语：千葉市立小中台中学校）
- 千葉市立千草台中學校
- 千葉市立都賀中學校（日语：千葉市立都賀中学校）
- 千葉市立轟町中學校（日语：千葉市立轟町中学校）
- 千葉市立綠町中學校（日语：千葉市立緑町中学校）

### 小學校
國立
- 千葉大學教育學部附屬小學校（日语：千葉大学教育学部附属小学校）

市立

| - 千葉市立菖蒲台（あやめ台）小學校 - 千葉市立稻丘小學校 - 千葉市立稻毛小學校 - 千葉市立柏台小學校 - 千葉市立草野小學校 - 千葉市立小中台小學校 - 千葉市立小中台南小學校 - 千葉市立山王小學校 | - 千葉市立園生小學校 - 千葉市立千草台小學校 - 千葉市立千草台東小學校 - 千葉市立都賀小學校 - 千葉市立轟町小學校 - 千葉市立綠町小學校 - 千葉市立宮野小學校 - 千葉市立彌生小學校 |

### 特別支援學校
國立
- 千葉大學教育學部附屬特別支援學校（日语：千葉大学教育学部附属特別支援学校）

市立
- 千葉市立第二養護學校（日语：千葉市立第二養護学校）

## 相關人物
- 大下弘－戰後職棒球星。定居園生Famille Heights，指導少年棒球。
- 溥傑－就讀於日本陸軍步兵學校時與妻子住於此地。舊居現為「千葉市緣之家・稻毛」（千葉市ゆかりの家・いなげ）。

## 外部連結
- 千葉市：稻毛區 （页面存档备份，存于）